# Simon van Creveld
Simon van Creveld (Amsterdam, 21 augustus 1894 – Amsterdam, 10 maart 1971) was een Nederlands kinderarts naar wie het syndroom van Ellis-Van Creveld genoemd is.

## Loopbaan
Van Creveld was vanaf de jaren 30 van de twintigste eeuw betrokken bij het hemofilieonderzoek in Nederland. Zijn eerste werk over hemofilie werd in 1935 gepubliceerd. In 1938 werd Van Creveld benoemd tot hoogleraar in de kindergeneeskunde bij de Universiteits Kinderkliniek in het Binnengasthuis in Amsterdam. Hij deed hier onder meer onderzoek naar een mogelijke behandeling van hemofilie. 
Tijdens de Tweede Wereldoorlog moest hij zijn werk staken, zoals alle Joodse hoogleraren. Na de oorlog werd Van Creveld in zijn functie hersteld en hervat hij zijn onderzoek naar een behandeling van hemofilie. 
In de jaren 50 en 60 was Van Creveld een erkende autoriteit op het gebied van hemofilie geworden. In 1955 werd hij benoemd tot Ridder in de Orde van de Nederlandse Leeuw. In 1961 ontving hij de Reinier de Graaf-medaille voor zijn hemofilieonderzoek. 
Van Creveld wilde echter meer voor de hemofiliepatient. Op 26 juni 1964 werd de hemofiliekliniek officieel geopend door Koningin Juliana. Deze kliniek in Huizen was de eerste kliniek ter wereld voor hemofiliepatiënten. 
Op 10 maart 1971 overleed Van Creveld plotseling. Zijn naam blijft echter verbonden met de zorg voor de hemofiliepatient. In 1976 moest de Van Creveld Kliniek in Huizen sluiten. De kliniek vond onderdak bij ziekenhuis Berg en Bosch in Bilthoven. Sinds 1993 is de Van Creveld Kliniek gevestigd in het UMC in Utrecht.